# Indianapolis Chiefs
Indianapolis Chiefs byl profesionální americký klub ledního hokeje, který sídlil v Indianapolisu ve státě Indiana. V letech 1955–1962 působil v profesionální soutěži International Hockey League. Chiefs ve své poslední sezóně v IHL skončily v základní části. Své domácí zápasy odehrával v hale Indiana Farmers Coliseum s kapacitou 6 800 diváků. Klubové barvy byly červená a modrá.
Jednalo se o vítěze Turner Cupu ze sezóny 1957/58.

## Úspěchy
- Vítěz Turner Cupu ( 1× )
  - 1957/58

## Přehled ligové účasti
Zdroj: 
- 1955–1959: International Hockey League
- 1959–1961: International Hockey League (Východní divize)
- 1961–1962: International Hockey League